# Arctanthemum
Arctanthemum é um género botânico pertencente à família Asteraceae.